# Měšťanský dům čp. 412 (Javorník)
Měšťanský dům čp. 412 se nachází na ulici Míru mezi domy čp. 411 a 413 v Javorníku v okrese Jeseník. Dům je kulturní památkou ČR a je součástí městské památkové zóny Javorník.

## Historie
Měšťanský dům byl postaven před rokem 1373, kdy je poprvé zmiňován jako součást městské středověké zástavby. V průběhu let byl poškozen při různých katastrofách, i v roce 1428, kdy město Javorník dobyli husité. Byl přestavován po požárech (1576, 1603, v roce 1825 byly zničeny 104 domy) a povodních. V druhé čtvrtině 19. století byl dům přestavěn a později byl upravován. V roce 1864 ho zakoupilo město a byl v něm zřízen dvorní špitál. V roce 1945 se v domě nacházel obchod Josefa Weisera. V sedmdesátých letech 20. století zde byla hudební škola. V letech 1994–1995 byla provedena obnova fasády a statiky domu.

## Popis
Dům čp. 412 je empírová řadová jednopatrová čtyřosá podsklepená stavba na obdélném půdorysu (11 x 22 m), postavená z cihel. Uliční štítové průčelí je děleno kordonovou a korunní římsou. V suterénu jsou dva klenuté sklepy, v každém je studna. V přízemí v druhé ose zleva je prolomen vchod. Uvnitř je valená klenba. V patře jsou čtyři kazetová okna, která zdobí suprafenestry. Průčelí ukončuje štít s odsazeným segmentovým vykrojením (jednoduchá volutová křídla) završený trojúhelníkovým tympanonem s oběžnou římsou. Ve štítu jsou dvě okna a nad nimi segmentové okénko. Střecha je sedlová s hambálkovým krovem. V roce 2008 byl do podkroví vestavěn byt. 